# 21840 Ghoshchoudhury
21840 Ghoshchoudhury este un asteroid din centura principală de asteroizi.

## Descriere
21840 Ghoshchoudhury este un asteroid din centura principală de asteroizi. A fost descoperit pe 2 octombrie 1999 la Socorro, New Mexico, în cadrul proiectului LINEAR. Asteroidul prezintă o orbită caracterizată de o semiaxă mare de 2,32 ua, o excentricitate de 0,10 și o înclinație de 7,4° în raport cu ecliptica.